# Лу Грам
Лу Грам (роден като Луис Граматико на 2 май 1950 в Рочестър, Ню Йорк, САЩ) е американски певец. По-голямата част от кариерата си прекарва в американската рок група Форинър.

## Живот и кариера
Грам започва като барабанист на групата Black Sheep. През 1975 публикуват дебютния си албум „Black Sheep“. Грам взема участие и във втория албум „Encouraging Word“, но впоследствие е привлечен от китариста Мик Джоунс във Форинър.
Първият му албум с Форинър е публикуван през 1977, последният – 1994. Взима главно участие за хитовете Cold as Ice, Hot Blooded, Double Vision, Juke Box Hero, Urgent, Waiting for a Girl Like You, както и I Want to Know What Love Is.
1987 Грам публикува своя първи солоалбум „Ready or Not“. 1989 следва втори солоалбум „Long Hard Look“.
През 1997 на Грам е поставена диагноза за мозъчен тумор, който безпроблемно е отстранен. Впоследствие основава „Lou Gramm Band“ заедно с братята си Ричард и Бен Граматико, Анди Кнол и Дон Манкусо.